# 東京都庁職員労働組合
東京都庁職員労働組合（とうきょうとちょうしょくいんろうどうくみあい、略称: 都庁職（とちょうしょく））は、東京都庁の職員で構成する労働組合（職員団体）である。東京都労働組合連合会（都労連）に加盟している。

## 概要
東京都知事部局などを中心に20支部、約16,000人の組合員で構成している。後述の経緯により、支部の中には自治労都庁職や自治労連都庁職の支部でもある所も存在する。

## 歴史
かつては全日本自治団体労働組合（自治労）に加盟していたが、1980年代にナショナルセンターの再編の中で意見がまとまらず、結果的に都庁職は自治労を脱退し中立組合に、そして支部ごとに組合員投票をし、どの上部団体に加盟するか、またはどこにも加盟しないかを決定した。なお、都労連への加盟単位は引き続き都庁職とされた。そして、自治労加盟を決定した支部は自治労東京都庁職員労働組合（自治労都庁職）、日本自治体労働組合総連合（自治労連）加盟を決定した支部は自治労連東京都庁職員労働組合（自治労連都庁職）を結成した。2006年に、清掃職員の身分が特別区に移管されたことにより清掃支部が独立し東京清掃労働組合となった。